# Museo delle cartiere di Oliero
Il Museo delle Cartiere di Oliero è un museo territoriale ubicato a Valbrenta in provincia di Vicenza, che fa parte della rete territoriale Musei Altovicentino.

## Sede

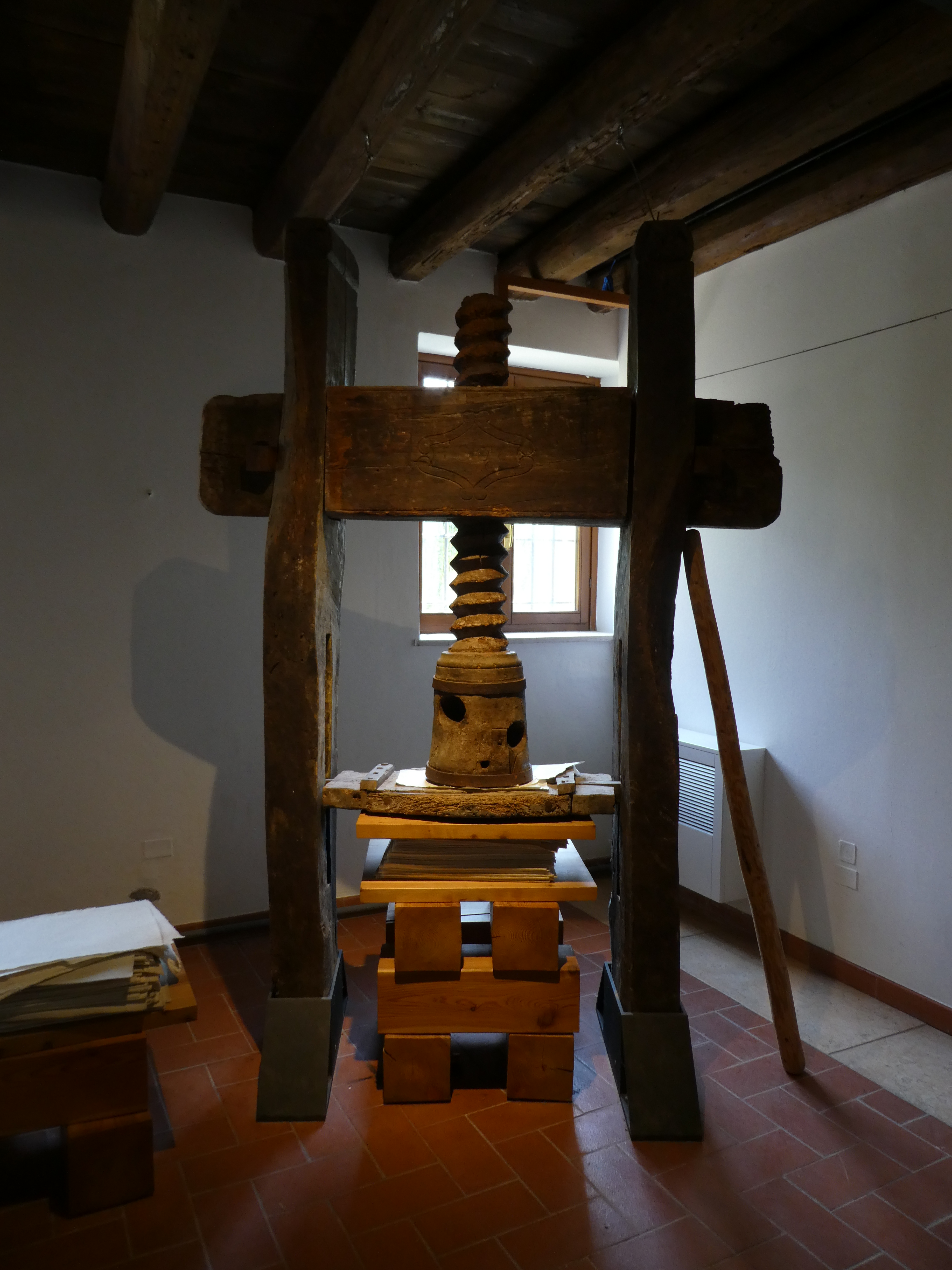
Pressa per la carta

L’edificio, posto all'ingresso del parco naturale delle Grotte di Oliero, è ciò che rimane dell’antica cartiera Parolini. La produzione della carta qui avviata dai Remondini già nel XVIII secolo, ha alimentato una delle principali industrie della stampa, che ha avuto il suo massimo sviluppo tra Seicento e Settecento, raggiungendo con i suoi prodotti tutta Europa.
Il museo è stato inaugurato nel 2014 e si affianca al Museo Etnografico Canal di Brenta e a quello dell’artigianato artistico degli Scalpellini di Valbrenta.

## Percorso espositivo
All'interno del museo sono esposte le attrezzature e i macchinari usati per la produzione della carta,così come esemplari raffinati di fogli qui prodotti.